# Lascoria leucorhabdota
Lascoria leucorhabdota is een vlinder uit de familie van de spinneruilen (Erebidae). De wetenschappelijke naam van de soort is voor het eerst geldig gepubliceerd in 1901 door Kaye.